# Zeria niassa niassa
Zeria niassa niassa es una subespecie de arácnido  del orden Solifugae de la familia Solpugidae.

## Distribución geográfica
Se encuentra en África Central.